# کوشیگایا، سایتاما
کوشیگایا در استان سایتاما در کشور ژاپن  واقع شده‌است  که دارای جمعیت ۳۱۸٬۵۹۲ نفر و مساحت ۶۰٫۳۱ کیلومتر مربع با تراکم جمعیت ۵٬۲۸۳  نفر در کیلومترمربع است و در تاریخ ۳ نوامبر ۱۹۵۸ به عنوان شهر شناخته شد.